# Hector Cuelenaere
Hector Cuelenaere (Maldegem, 20 maart 1881 - aldaar, 18 april 1957) was een Belgisch katholiek politicus.

## Levensloop
Cuelenaere promoveerde tot doctor in de rechten en werd beroepshalve advocaat. Tevens was hij eigenaar.
In 1907 werd hij voor de Katholieke Partij verkozen tot gemeenteraadslid van Maldegem, waar hij van 1908 tot 1926 schepen en van 1926 tot 1939 burgemeester was. In 1933 werd dit mandaat enkele maanden onderbroken gedurende het bestuur van Jozef De Lille, de zoon van Victor de Lille.
Van 1908 tot 1921 was hij eveneens provincieraadslid van Oost-Vlaanderen, waarna hij voor het arrondissement Gent-Eeklo een parlementaire loopbaan begon. Van 1921 tot 1928 zetelde hij in de Kamer van volksvertegenwoordigers en daarna van 1928 tot 1936 in de Belgische Senaat.

## Vijf generaties
Cuelenaere was een telg uit een politieke familie, die vijf generaties actief was in de Meetjeslandse gemeente Maldegem.
- Henricus Cuelenaere (1761-1836) was raadslid en schepen.
  - Pieter Jacobus Cuelenaere (1805-1878) was raadslid en schepen.
    - Hippoliet Cuelenaere (1848-1903) was raadslid en burgemeester, gehuwd met Sidonie Maria Blanckaert (1854-1933)
      - Hector Cuelenaere
        - Hippoliet Cuelenaere (1914-1985) was burgemeester van 1947 tot 1954 en werd nadien notaris te Temse.